# Pjevajte sa mnom
Pjevajte sa mnom je sedmi album hrvatskog glazbenika Mate Bulića.
Izašao je 1999. godine.

## Popis pjesama
1. Daj ne čekaj
2. Bil' ti meni mala
3. Boli glava
4. Platio sam do zore svirače
5. Pjevajte sa mnom
6. Samo jedan cvijet
7. Ne spremaj majko krevet
8. Svatovska
9. Limunada
10. Evo mene tvog bećara

Na albumu Pjevajte sa mnom najveći su uspjeh imale pjesme: Daj ne čekaj i Svatovska.